# Máy gia tốc hạt
Máy gia tốc hạt (máy gia tốc hạt nhân, máy gia tốc hạt cơ bản) là các thiết bị sử dụng các năng lượng bên ngoài truyền cho các hạt nhằm tăng vận tốc và do đó, làm tăng năng lượng của hạt chuyển động.{\displaystyle }

## Các loại máy gia tốc hạt

### Bêtatrôn
Sự hoạt động của Bêtatrôn - máy gia tốc cảm ứng các electron - dựa trên hiện tượng cảm ứng điện từ, thực chất là một máy biến thế, trong đó cuộn thứ cấp là dòng các electron. Nguyên tắc hoạt động của bêtatrôn rất đơn giản. Trong từ trường ngang không đổi, electron chuyển động theo vòng tròn. Nếu từ trường thay đổi, nó sẽ sinh ra điện trường xoáy, trường này có thể truyền năng lượng cho electron. Electron thu được năng lượng sẽ chuyển động trong trường đều theo đường xoắn ốc. Nếu làm cho trường trở nên không đều, ta có thể buộc các electron chuyển động theo quỹ đạo có bán kính không đổi. Muốn thế, cần phải thực hiện một điều kiện nào đó đặt ra cấu trúc cho từ trường. Nếu các điều kiện như thế được thực hiện, electron chuyển động theo quỹ đạo có bán kính không đổi. Từ trường uốn cong quỹ đạo của hạt, bảo đảm chuyển động theo vòng tròn có bán kính đã cho, điện trường tăng tốc hạt, làm thay đổi độ lớn của xung lượng:  {\displaystyle {\tfrac {\operatorname {d} \!p_{t}}{\operatorname {d} \!t}}=eE}, trong đó  {\displaystyle p_{t}} là độ lớn của xung lượng tại thời điểm  {\displaystyle t},  {\displaystyle E} được xác định qua độ lớn của sức điện động cảm ứng:  {\displaystyle E={\tfrac {U}{2\pi r}}}. Nhưng  {\displaystyle U} được xác định bởi thông lượng cảm ứng qua điện tích của quỹ đạo (với độ chính xác đến dấu của nó):  {\displaystyle U={\tfrac {d}{\operatorname {d} \!t}}(\pi r_{o}^{2}B_{tb})}. Độ lớn của xung lượng có liên hệ đơn giá với cường độ từ trường trên quỹ đạo:  {\displaystyle p_{t}=er_{o}B_{t}}. Khi đó  {\displaystyle {\tfrac {\operatorname {d} \!}{\operatorname {d} \!t}}er_{o}B_{t}={\tfrac {\operatorname {d} \!}{\operatorname {d} \!t}}(\pi r_{o}^{2}B_{tb})}. Sau khi đơn giản cho  {\displaystyle r_{o}},  {\displaystyle e},  {\displaystyle \pi } chúng ta thu được  {\displaystyle {\tfrac {\operatorname {d} \!}{\operatorname {d} \!t}}B_{t}={\tfrac {1}{2}}.{\tfrac {\operatorname {d} \!}{\operatorname {d} \!t}}B_{tb}} hay  {\displaystyle B_{t}={\tfrac {1}{2}}B_{tb}}. Phương trình cho thành phần biến thiên này đúng tại mọi thời điểm bất kì. Nó được gọi là điều kiện Viđerôe (mang tên nhà bác học lần đầu tiên tìm ra nó), hay điều kiện  {\displaystyle 1:2}. Điều kiện đó nói lên rằng, cùng một từ trường biến thiên có thể tăng tốc các electron và giữ chúng trên quỹ đạo có bán kính không đổi, nếu cảm ứng từ trên quỹ đạo hai lần nhỏ hơn giá trị trung bình của cảm ứng từ bên trong quỹ đạo.

#### Sơ đồ dụng cụ
Nam châm có các đầu cực với dạng đặc biệt, các đầu này gây ra trường không đều. Trong trường có đặt một buồng chân không hình phỏng xuyến, trong đó có nguồn các electron. Các đường sức từ trong miền này có dạng hình trống. Sự phân bố từ trường dọc theo bán kính được trình bày theo định luật  {\displaystyle {\tfrac {1}{r^{n}}}}, trong đó  {\displaystyle n}

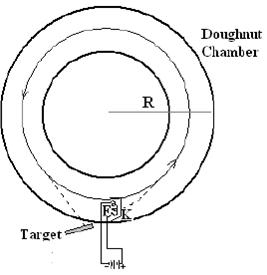

là chỉ số không đều thỏa mãn điều kiện:  {\displaystyle 0<n<1}. Thường thường  {\displaystyle n=0,4\div 0,8}. Cuộn nam châm được nuôi bởi một dòng điện biến thiên có tần số bằng  {\displaystyle 50Hz}. Năng lượng mà electron thu được có thể được xác định dựa vào mối liên hệ giữa xung lượng và năng lượng toàn phần:  {\displaystyle E^{2}=c^{2}(p^{2}+m_{o}^{2}c^{2})=c^{2}[r_{o}eB^{2}+m_{o}^{2}c^{2}]}, từ đó suy ra  {\displaystyle E=cr_{o}eB{\sqrt {1+({\tfrac {m_{o}c}{r_{o}eB}})^{2}}}}. Xung lượng  {\displaystyle p} của electron trong bêtatrôn lớn hơn  {\displaystyle m_{o}c} rất nhiều:  {\displaystyle {\tfrac {m_{o}c}{r_{o}eB}}\ll 1}. Thực vậy, đối với bêtatrôn tương đối nhỏ ( {\displaystyle R_{o}=50cm},  {\displaystyle B=3000gauss}):  {\displaystyle {\tfrac {m_{o}c}{p}}\thicksim 10^{-2}\ll 1}. Như vậy, đối với năng lượng cuae electron đã được tăng tốc trong bêtatrôn, ta có thể viết với độ chính xác lớn:  {\displaystyle E=cr_{o}eB}. Nếu biểu diễn năng lượng ra  {\displaystyle eV},  {\displaystyle r_{o}}  ra  {\displaystyle cm},  {\displaystyle B} ra gauss, thì công thức cho năng lượng có thể viết dưới dạng:  {\displaystyle B=300r_{o}B}. Biểu thức đó chứng tỏ rằng để thu được năng lượng lớn cần phải nâng  {\displaystyle r_{o}} và  {\displaystyle B}. Trong bêtatrôn  {\displaystyle B} có độ lớn vào khoảng  {\displaystyle 4000} -  {\displaystyle 5000} gauss, ta không thể tăng mãi  {\displaystyle B} lên được, vì khi đó trường bên trong quỹ đạo sẽ có giá trị vào khoảng  {\displaystyle 18-20} kgauss và bắt đầu xảy ra sự bão hòa của sắt. Việc nâng  {\displaystyle r_{o}} cũng có giới hạn, vì thể tích sắt của nam châm và trọng lượng của nó tăng gần tỉ lệ với  {\displaystyle r_{o}^{3}}. Năng lượng nuôi và giá thành của thiết bị sẽ tăng lên theo cùng tỉ lệ đó. Như vậy, việc tăng nhiều bán kính  {\displaystyle r_{o}} không lợi về mặt kinh tế.
Tuy nhiên, giới hạn của năng lượng đạt được trong bêtatrôn là do một hiện tượng vật lí gây ra, đó là hiện tượng electron phát quang. Chuyển động của electron theo quỹ đạo là chuyển động có gia tốc, nhưng mọi chuyển động có gia tốc của điện tích đều dẫn đến sự bức xạ ra các sóng điện từ, do đó dẫn đến sự hao năng lượng. Ứng với năng lượng bằng  {\displaystyle 50-100MeV}, bức xạ đó được trông thấy bằng mắt thường dưới dạng vết sáng xanh - trắng, nếu quan sát theo phương tiếp tuyến với quỹ đạo. Bức xạ đó phá hủy điều kiện về tính dừng, do đó ứng với các năng lượng lớn, electron sẽ bị rơi khỏi quỹ đạo cân bằng và cần được sử dụng, nếu không nó sẽ đập lên thành buồng và sẽ bị mất. Năng lượng giới hạn của electron đạt được trong bêtatrôn không vượt quá  {\displaystyle 300MeV}.
VÌ năng lượng nghỉ của electron  {\displaystyle E_{o}=m_{o}c^{2}=0,511MeV}, nên electron so năng lượng  {\displaystyle E} MeV có khối lượng toàn phần  {\displaystyle {\tfrac {m}{m_{o}}}\approx 2E}, nghĩa là với  {\displaystyle E=300MeV}, khối lượng toàn phần của electron vào khoảng  {\displaystyle 600m_{o}}. Đối với vận tốc của electron, chúng ta thu được:  {\displaystyle {\tfrac {v}{c}}={\sqrt {1-({\tfrac {m_{o}}{m}})^{2}}}={\sqrt {1-({\tfrac {E_{o}}{E}})^{2}}}\approx 1-{\tfrac {1}{2}}({\tfrac {E_{o}}{E}})^{2}}. Với  {\displaystyle E=2MeV} chúng ta có  {\displaystyle {\tfrac {v}{c}}=0,9997} và với  {\displaystyle 100MeV},  {\displaystyle {\tfrac {v}{c}}=0,99995}, nghĩa là trong tất cả các tính toán ta có thể coi  {\displaystyle v\thickapprox c}.
Chúng ta hãy thêm một vấn đề có liên quan đến tính ổn định của chuyển động theo quỹ đạo cân bằng. Nếu electron ngẫu nhiên bị lệch đi do sự va chạm với cá trở lại quỹ đạo dừng, nếu không vào cuối quá trình tăng tốc, số các hạt có thể giảm đột ngột. Sự quay trở lại của electron sau khi nó ra khỏi mặt phẳng quỹ đạo lên phía dưới được bảo đảm bởi dạng hình trống của những đường sức của trường, bởi sự có mặt của thành phần xuyên tâm của trường, thành phần này gây ra lực hướng về phía mặt phẳng trung bình  {\displaystyle pp} đối với các electron chuyển động theo chiều kim đồng hồ, nếu nhìn từ trên xuống (electron tích điện âm). Cơ chế điều tiêu trục đó hoạt động trong tất cả các máy gia tốc. Sự quay trở về của các electron sau khi lệch về phía các giá trị  {\displaystyle r} lớn hay nhỏ được bảo đảm bởi việc cho trước định luật giảm:  {\displaystyle B\sim {\tfrac {1}{r^{n}}}}. Lực Lorentz  {\displaystyle F_{L}} phụ thuộc vào  {\displaystyle r}:  {\displaystyle F_{L}={\tfrac {const}{r^{n}}}}, lực hướng tâm  {\displaystyle F_{ht}={\tfrac {const}{r}}}. Ở trên quỹ đạo cân bằng  {\displaystyle F_{L}=F_{ht}}. Nếu hạt lệch phía tâm, thì lực Lorentz sẽ nhỏ hơn lực hướng tâm cần thiết và hạt thu được gia tốc theo bán kính hướng ra khỏi tâm, do đó nó sẽ trở lại quỹ đạo dừng. Khi lệch khỏi tâm, lực Lorentz giảm chậm hơn ( {\displaystyle n<1}) lực hướng tâm và như vậy nó truyền cho hạt gia tốc xuyên tâm nào đó đưa nó về quỹ đạo  {\displaystyle r_{o}}.Quá trình đưa electron trở lại quỹ đạo dừng dẫn tới sự dao động tắt dần quanh quỹ đạo dừng (các dao động bêtatrôn) do quán tính của electron.
Vì trong quá trình tăng tốc, các electron chỉ bị chiếm lấy ở giai đoạn đầu của quá trình, cho nên chùm các hạt được tăng tốc thu được không liên tục, mà thu được dưới dạng xung với tần số bằng tần số của nam châm điện nuôi của dòng điện. Năng lượng của các electron được dùng hoặc trực tiếp hoặc dưới dạng các photon  {\displaystyle \gamma } do các electron phát ra khi bị hãm trên những bia đặc biệt đặt ở trong các buồng chân không.

### Xanhcrôtrôn
L.A.Arximôvit đã nêu ra rằng, sự tăng tốc các electron có thể được tiến hành bằng điện trường biến thiên tác dụng ở các điện cực, mà các electron định tăng tốc sẽ đi qua, và ở trong phần từ trường chỉ còn lại chức năng uốn cong quỹ đạo. Điều đó có nghĩa là, chỉ cần thu lấy từ trường ở trong một dải hẹp gần quỹ đạo cân bằng. Nam châm dạng hình nhẫn gây ra từ trường, cần thiết cho sự chuyển động của các electron theo quỹ đạo tròn và cho sự điều tiêu. Tại một phần nào đó trên quỹ đạo, người ta đặt một điện cực cộng hưởng, điện cực này chịu tác dụng của một điện trường biến thiên có tần số bằng tần số quay của các electron. Khi đi qua trường của cái cộng hưởng, các electron thu được năng lượng  {\displaystyle \delta E=eV_{o}cos\varphi } trong đó  {\displaystyle V_{o}} là giá trị biên độ của hiệu điện thế tăng tốc,  {\displaystyle \varphi } là pha của trường vào lúc electron đi qua. Trong phần đoạn đường còn lại, electron chuyển động với năng lượng không đổi. Vì năng lượng và xung lượng của electron tăng, nên từ trường cũng phải tăng để giữ electron trên quỹ đạo cân bằng.

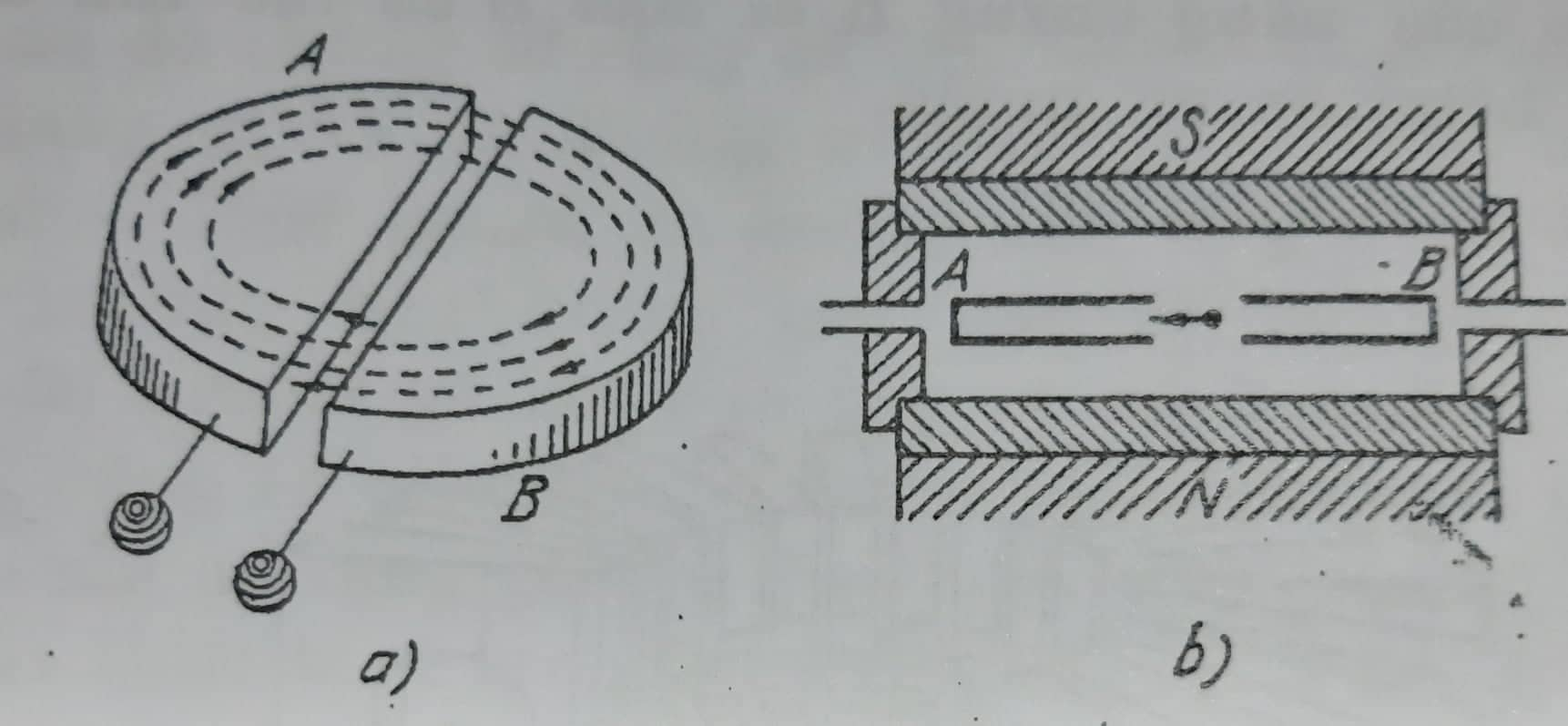
Sơ đồ máy Xyclotron

Độ lớn của năng lượng  {\displaystyle E=300r_{o}B}  có thể thu được lớn hơn trong bêtatrôn rất nhiều.

### Xyclôtrôn
Để tăng tốc các hạt nặng - các proton, nơtrôn, các hạt  {\displaystyle \alpha } và các ion của những nguyên tử khác - thoạt đầu người ta đã dùng máy gia tốc gọi là máy xyclôtrôn. Trong hình bên nêu sơ đồ dụng cụ. Trong khoảng không gian giữa các đầu cực của nam châm có bán kính nào đó, người ta đặt một buồng chân không phẳng (áp suất giảm đến {\displaystyle 10^{-8}mmHg} ). Trong đó có đặt các điện cực A và B gọi là các cực đê D, các cực này có thể là hai nửa của một hình bình trụ được cắt theo đường kính và kéo dịch ra một chút. Các cực đê đó chịu tác dụng của một hiệu điện thế cao tần {\displaystyle V=V_{0}cos\omega t}, gây ra ở trong khe trống giữa các cực đê một từ trường biến thiên. Trong khe trống có đặt một nguồn sinh ra các ion cần được tăng tốc. Các ion khi bay khỏi nguồn sẽ được tăng tốc bởi điện trường. Khi đi qua khe trống, các ion đó sẽ chuyển động trong từ trường theo vòng tròn. Sau khoảng thời gian {\displaystyle \Delta t={\tfrac {\pi m}{qB}}}, các ion trở lại khe trống. Nếu sau khoảng thời gian đó cực tính của các cực đê thay đổi, thì các ion sẽ lại được tăng tốc. Vì chu kì quay trong từ trường không phụ thuộc vào vận tốc các hạt, nên sau mỗi khoảng thời gian {\displaystyle \Delta t}, ion sẽ lại rơi vào trong khe trống, do đó sau cùng khoảng thời gian đó, cần phải thay đổi cực tính của các cực đê.